# Renault Midliner

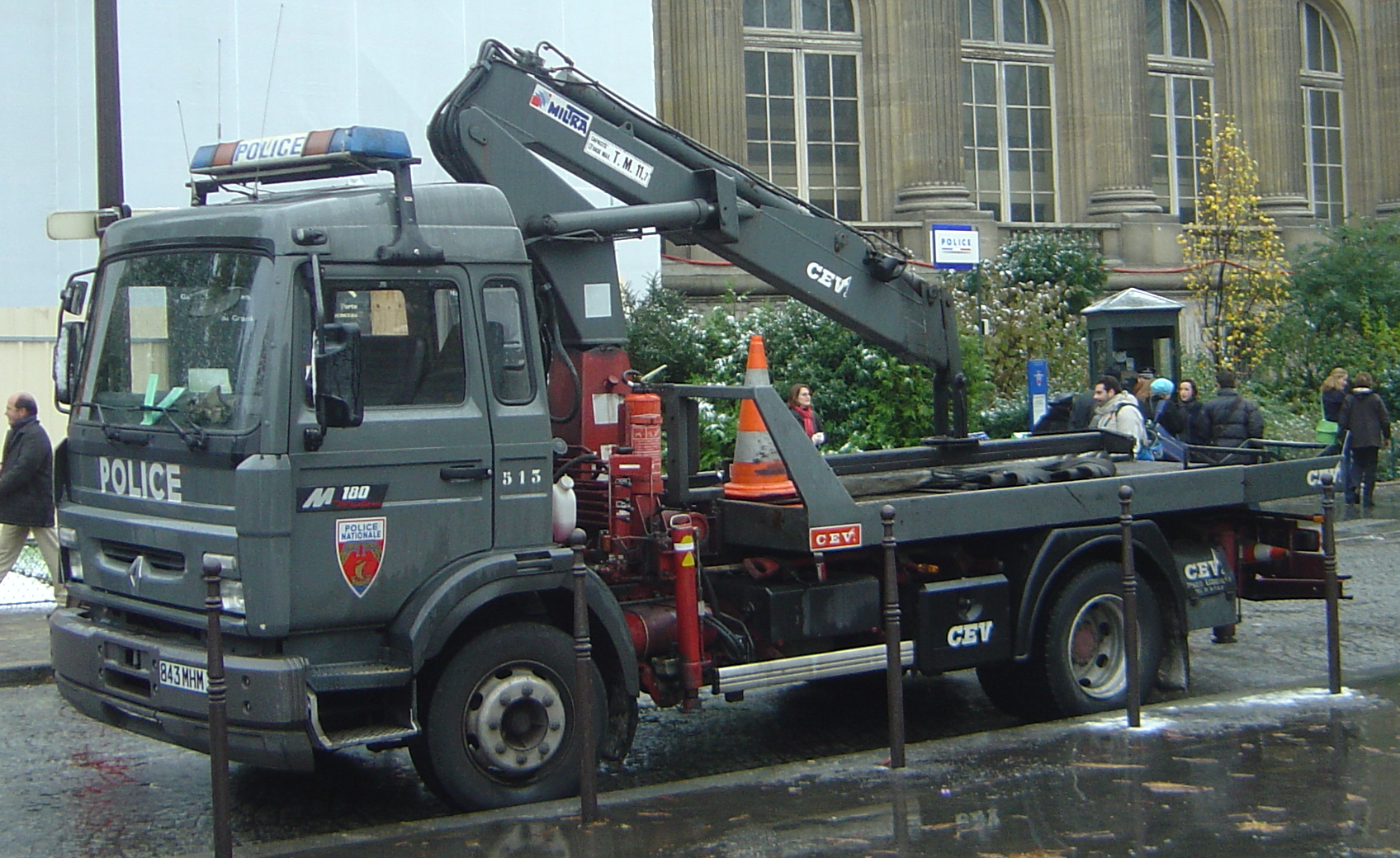

De Renault Midliner was een serie lichte vrachtwagens van de Franse vrachtautofabrikant Renault. Voortgekomen was de serie uit de Renault G en J, die op hun beurt voortkwamen uit de Saviem H en J. Deze waren alle uitgerust met de "Club van 4"-cabine, die Saviem mede ontwikkeld had.
De Renault G-serie werd specifiek met de modellen G260 en G290 in 1983 Truck van het jaar.
De Midliner zou worden opgevolgd door de Renault Midlum. Interessant is dat ook van dit model de cabine gedeeld werd met twee andere fabrikanten, die voorheen hadden samengewerkt in het "Club van 4"-project, namelijk Volvo en DAF.